# Lefebvre
Lefebvre es un municipio canadiense situado en la provincia de Quebec.

## Superficie
Lefebvre tiene una superficie de 66,18 km².

## Demografía
En 2021, tenía 925 habitantes, una densidad poblacional de 14 hab./km², y 388 viviendas.